# Фонд солидарности BYSOL
Фонд солидарности BYSOL (бел. Фонд салідарнасці BYSOL) — некоммерческая неправительственная организация, созданная 14 августа 2020 года в ответ на массовые аресты после президентских выборов в Беларуси. Фонд организует сбор средств для поддержки пострадавших от репрессий в Республике Беларусь. На данный момент фонд работает в направлении поддержки политических заключённых, дворовых инициатив, переобучении уволенных по политическим мотивам, экстренной релокации людей за пределы страны и персональными сборами.

## История
Фонд начал свою работу 14 августа 2020 года в Киеве. Изначально идея создания фонда принадлежала Андрею Стрижаку, он также выступил основателем организации. Для запуска персонального сбора средств на Facebook фонду нужно было иметь резидента в одной из стран Северной и Западной Европы или Северной Америки. Поэтому первоначальный сбор средств запустил член команды BYSOL Алексей Кузьменков в Нидерландах. Впоследствии в Нидерландах фонд зарегистрировал юридическое лицо. 4 января 2021 года Фонд солидарности получил официальный статус благотворительной организации на Facebook, что позволило организовывать сборы без стандартной комиссии.

## Деятельность
В настоящее время фонд выработал пять направлений работы: поддержка политических заключённых, неотложная релокация, персональные денежные сборы, переобучение уволенных и помощь дворовым инициативам. Изначально организация выплачивала деньги уволенным по политическим мотивам, но затем перестала, так как единовременная выплата не решала проблему с дальнейшим трудоустройством. Также было принято сложное решение о закрытии системы поддержки релоцировавшихся людей, понять по каким причинам человек переезжает было почти невозможно.

### Экстренная релокация
Фонд помогает выехать за пределы Республики Беларусь людям, которым грозит уголовная ответственность за их политическую или общественную деятельность. В сентябре и октябре 2020 года релокация ещё не была экстренной, так как были возможности сделать визы в Минске или лететь самолётом в Киев. Но постепенно ситуация изменилась до той, когда люди «бегут в ночь», чтобы не оказаться в тюрьме. Так например организация помогла покинуть страну правозащитнику Сергею Дроздовскому, свидетелю смерти Дмитрия Усхопова Александру Жогалю и кубинцу Роберто Вальдесу Касануэве, который более года провёл в изоляторе на Окрестина.

### Иная деятельность
В мае 2021 года в пресс-центре празднования Дня Победы заявили, что государство официально не будет делать выплаты ветеранам Великой Отечественной войны. BYSOL объявил о запуске собственного сбора средств для ветеранов. Это вызвало возмущение у Александра Лукашенко, что в конечном итоге привело к решению о перечислении единоразовых выплат со стороны государства.
По заявлению Ярослава Лихачевского, фонд оказывает юридическую помощь бастующим, а также выплачивает компенсации уволенным сотрудникам.
Ещё одним направлением работы является международная криминальная юрисдикция. Фонд помогает международным силам с расследованием преследований и пыток участников мирных протестов в Беларуси.

## Сбор пожертвований и выплаты
За первые полтора месяца работы, фонды BYSOL и BY_help суммарно собрали более 5,5 млн долларов пожертвований, выплачено более 2 млн евро. Изначально деньги поступали на физические счета основателей фондов через платформы Facebook, PayPal и GoFundMe. Все средства переводились в банк, где проходили долгий финансовый контроль. Средняя сумма выплат на момент ноября 2021 года составляла от 40 до 80 тысяч евро в месяц.
За год деятельности и на момент 15 августа 2021 года фонд оказал помощь около 5 тысячам белорусских семей на общую сумму в 3,6 миллионов евро, на поддержку стачечных комитетов пошла 601 тысяча евро, 194 тысяч ушли на помощь релокантам. Также 116 тысяч евро были выплачены через персональные сборы, 84 тысячи евро выделены на деятельность дворовых инициатив. На выплаты ветеранам Великой Отечественной войны было выделено 40 тысяч евро. На экстренную релокацию фонд отдал 25 тысяч евро

## Реакция властей

### Преследование основателей
По решению МВД РБ 3 декабря 2021 года BYSOL совместно с организациями Voices from Belarus и Digital Solidarity был признан экстремистским формированием. Против основателя фонда Андрея Стрижака было возбуждено уголовное дело. Следственный комитет заявил, что BYSOL «финансирует стачкомы предприятий, деструктивные дворовые сообщества, так называемые фонды медицинской, спортивной и культурной солидарности». По словам Андрея Стрижака, экстремистским был признан не сам фонд, а его сайт, социальные сети, а также личные страницы Стрижака, Марии Забары и Александры Зверевой. Также Стрижак заверил, что это решение никак не скажется на работе фонда, жертвы репрессий по прежнему смогут получать помощь, а доноры совершать переводы.

### Преследование жертвователей
В январе 2023 года стало известно, что людей, жертвовавших BYSOL и другим белорусским фондам солидарности, вызывают на разговор в КГБ и в ДФР КГК, где им под угрозой уголовного дела предлагают заплатить в государственные благотворительные и медицинские организации деньги, превосходящие сумму пожертвования в фонд — часто в десятикратном размере, хотя при малых пожертвованиях и в некоторых других случаях размер требуемой «компенсации» может быть и больше. При этом признание вины и «возмещение ущерба» от наказания освобождает не всегда.
При платеже через Facebook по банковской транзакции невозможно определить, какой именно кампании по сбору средств предназначался платёж, но информацию о назначении платежа нельзя удалить из аккаунта в социальной сети. Компания Meta сначала отказалась удалять из аккаунтов информацию о платежах, но впоследствии соглашалась сделать для белорусов, жертвовавших в BYSOL с помощью Facebook. Тем не менее, сообщалось о случаях давления властей на жертвователей даже после удаления информации о платеже из аккаунта Facebook и после удаления самого аккаунта.
Известно о приговорах по уголовным делам за пожертвования в BYSOL, в том числе тем, кто жертвовал фонду до объявления его экстремистским формированием. В октябре 2024 года Генеральная прокуратура Республики Беларусь анонсировала заочный суд над жителем Минского района за пожертвования BYSOL.
Белорусские власти рассматривают пожертвование BYSOL как уголовное преступление даже в том случае, когда пожертвование было сделано до присвоения фонду статуса экстремистского формирования. Правозащитники характеризуют такие случаи как применение обратной силы закона, заявляют, что предлагаемая властями «компенсация ущерба» является непроцессуальной процедурой, и не исключают, что постановления об отказе в возбуждении уголовного дела после такой компенсации могут быть впоследствии отменены.

## Команда
Первоначально команда составляла 6 человек. Большая часть сотрудников работает из Литвы, некоторые дистанционно. Из-за вопроса безопасности с территории Республики Беларусь никто не работает. В первые месяцы работы у фонда было много волонтёров, но с выстраиванием процессов потребность в них уменьшалась. В ходе жёсткого отбора, а также морального выгорания штат сотрудников сократился до 15 человек. Изначально в команде не было профессионального бухгалтера, но с выстраиванием работы организации он появился. Также в команде появились компетентные люди, которые занимаются документами. Работники не получают никакой компенсации из самого фонда, это стало принципиальной позицией организации.
Фонд имеет два офиса: один в Литве, второй в Нидерландах. Обе части команды занимаются своим направлением деятельности. Литовская часть пошла в сторону персонализации и организует персональные сборы. Нидерландская часть офиса занимается работой с диаспорами, правительством разных стран и бизнесом.

## Проекты, взявшие начало от BYSOL
На основе фонда появилось несколько проектов, которые позже начали самостоятельную жизнь. После начала работы организации в Киеве, к ним присоединился Александр Опейкин. Позднее он предложил и основал Фонд спортивной солидарности. Организация отстроила собственную структуру, набрала команду и начала самостоятельную работу. В Вильнюсе к команде присоединился Сергей Будкин. Он отвечал за культурное направление и позднее создал Фонд культурной солидарности. Поддержка фондом уволенных и стачечных комитетов на предприятиях дала предпосылки к созданию организации «Рабочы Рух» (рус. Движение рабочих). Тесные отношения сохранились и с Фондом медицинской солидарности.